# 河東哲夫
河東 哲夫（かわとう あきお、1947年〈昭和22年〉10月14日 - ）は、日本の外交官、著述家。2002年（平成14年）から2004年（平成16年）までウズベキスタン駐箚特命全権大使兼タジキスタン駐箚特命全権大使。

## 経歴・人物
東京都出身。武蔵高等学校を卒業後、1970年（昭和45年）東京大学教養学部を卒業して、外務省に入省する。
ハーバード大学大学院ソ連研究センター、モスクワ大学文学部への留学を経て、外務省東欧課長、在スウェーデン日本国大使館参事官、外務省文化交流部審議官、ボストン総領事、ロシア特命全権公使を経て、2002年から2004年までウズベキスタン駐箚特命全権大使兼タジキスタン駐箚特命全権大使を務めた。外務省退官後は、日本政策投資銀行設備投資研究所上席主任研究員となり研究、評論活動に入った。東京大学客員教授、早稲田大学の客員教授、東京財団上席研究員などを務めている。2022年、瑞宝中綬章受章。

## 同期
- 西田恒夫（10年国連大使・07年駐カナダ大使・05年外務審議官（政務担当））
- 安藤裕康（11年国際交流基金理事長・08年駐伊大使）
- 小溝泰義（13年広島平和文化センター理事長・10年駐クウェート大使）

## 著書
- 『ソ連社会は変わるか』（サイマル出版会、1988年）、嵯峨冽名義
- 『ソ連の試練』（サイマル出版会、1989年）、嵯峨冽名義
- 『ロシアにかける橋―モスクワ広報・文化交流ノート』（サイマル出版会、1995年）
  - 改訂版『ロシアにかける橋』（かまくら春秋社、2006年）
- 『遙かなる大地 イリヤーの物語』、熊野洋名義の小説

ロシア語版で先行出版・ヴァグリウス社（草思社 全2部、2002年）
- 『意味の解体する世界へ　一外交官の考察』（草思社、2004年）
- 『外交官の仕事』（草思社、2005年）
  - 『新・外交官の仕事』（草思社文庫、2015年）、増補版
- 『米・中・ロシア虚像に怯えるな　元外交官による「日本の生きる道」』（草思社、2013年）
- 『ワルの外交　日本人が知らない外交の常識』（草思社、2014年）
- 『ロシア皆伝』（イースト新書、2015年）
- 『日本がウクライナになる日』（CCCメディアハウス、2022年）
- 『ロシアの興亡』（MdN新書、2022年）
- 『「自由と民主」の世界史―失われた近代を求めて』全2巻（藤原書店、2025年）